# Beisfjord
Beisfjord (nordsamiska: Ušmá) är en tätort i Narviks kommun i Nordland fylke i norra Norge. Orten hade 605 invånare 2007, och ligger innerst i Beisfjorden, cirka 15 kilometer sydöst om staden Narvik.
Tidigare har Beisfjord haft ett eget postkontor. Det är nerlagt, men postnumret är fortfarande 8522.
Orten har en skola med knappt 100 elever. Det finns inget daghem i bygden, med undantag av familjedaghem. En liten butik har också bygden, vilken ingår i Coop Marked. 
Bygdens enda förbindelse med omvärlden är fylkesväg 7570 till Fagernes,  som är en förort till Narvik. Vägen har varit något rasutsatt, men de senaste åren[när?] har det gjorts insatser för att försöka förbättra den.
Beisfjord hade ett av Norges koncentrationsläger under andra världskriget.